# 平泉崎
平泉崎（たいら いずみざき）は、福島県いわき市の大字である。郵便番号は970-0112。

## 地理
いわき市中央部の平地区に属し、地区内北東部に位置する。北で平馬目、四倉町大森、東で平原高野、南で平下神谷、西で平下片寄とそれぞれ隣接する。概ね町村制施行以前の磐城郡泉崎村の流れを汲む地域である。二級水系夏井川支流の赤沼川右岸を中心とした平地と北側の山林を範囲とする。平野部は水田が広がり、草野駅前を中心とした南東部、東部や山裾に集落が広がる。内郷御厩町に所在するいわき中央警察署及び平字正内町に所在する平消防署がそれぞれ管轄にあたる。

### 主な字
字
- 花輪
- 東浦
- 京塚
- 田仲
- 上河原
- 磐井作

- 岸
- 岸前
- 北川
- 川端
- 中島
- 三谷

- 砂田
- 向原
- 夫料町
- 前原
- 辻道
- 下百目木

- 馬場
- 南集
- 大町
- 向山

## 河川
- 赤沼川

## 歴史
- 1876年9月10日 - 笠間藩領上泉崎村と下泉崎村が合併し泉崎村が成立する[4]。
- 1879年1月27日 - 泉崎村が福島県内における郡区町村制の施行により磐城郡の村となる[4]。
- 1889年4月1日 - 町村制の施行により泉崎村が下神谷村、原高野村、絹谷村、馬目村、水品村、北神谷村と合併し、磐城郡草野村が発足する。旧泉崎村域は草野村の大字となる[4]。
- 1896年4月1日 - 磐城郡と周辺郡との合併により石城郡が発足し、石城郡草野村となる[4]。
- 1954年10月1日 - 草野村が平市と合併し、平市の大字となる[4]。
- 1966年10月1日 - 平市が磐城市・常磐市・内郷市・勿来市、石城郡小川町・遠野町・四倉町・川前村・田人村・好間村・三和村、双葉郡久之浜町・大久村と合併しいわき市となり、いわき市平地区の大字となる[4]。

## 世帯数と人口
2023年10月31日現在の世帯数と人口は以下の通りである。
| 大字   | 世帯数  | 人口   |
| ------ | ------- | ------ |
| 平泉崎 | 801世帯 | 1943人 |

## 小・中学校の学区
市立小・中学校に通う場合、学区は以下の通りとなる。
| 番地 | 小学校               | 中学校               |
| ---- | -------------------- | -------------------- |
| 全域 | いわき市立草野小学校 | いわき市立草野中学校 |

## 交通

### 鉄道
- 東日本旅客鉄道（JR東日本）常磐線
  - 草野駅

### 道路
- 福島県道35号いわき浪江線
  - 草野跨線橋
  - 砂利田橋
- 福島県道159号草野停車場線

### バス
新常磐交通路線バス
- （いわき駅方面） - 草野駅前
  - いわき駅～草野駅

## 施設
- 草野郵便局
- 草野公民館
- 光明寺
- 光円寺
- 八幡神社